# Robert Desoille
Né à Besançon dans une famille d'officiers supérieurs, Robert Desoille (1890-1966) est un psychothérapeute français connu particulièrement pour être l'inventeur de la méthode du rêve éveillé dirigé.

## Biographie

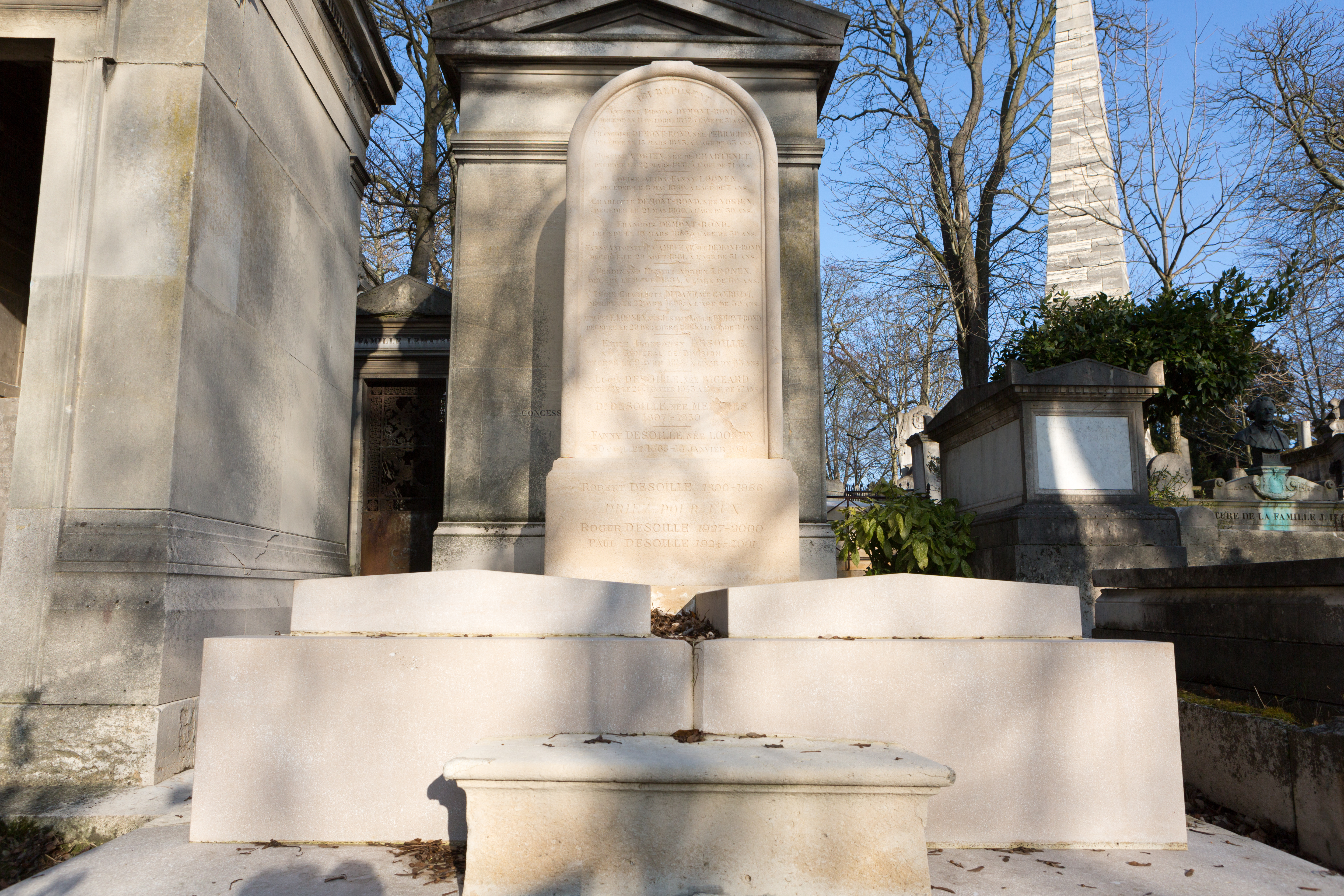
Tombe au cimetière du Père-Lachaise.

Robert Desoille est ingénieur IDN, (Institut Industriel du Nord), devenu l'actuelle École centrale de Lille. Diplômé en 1911, il fait carrière à EDF jusqu'en 1953. 
Pendant sa jeunesse, il s'était intéressé à l'hypnose et à la transmission de pensée. Après l'obtention de son diplôme, il entreprend des études de psychologie, qu'il sera contraint d'abandonner en raison de la guerre de 1914-18, à laquelle il participe comme officier d'artillerie.  
Âgé de 29 ans à la fin des combats, il se trouve trop âgé pour reprendre ses études en Sorbonne. Il décide alors d'exercer son métier d'ingénieur en entrant dans l'industrie du Gaz et de l’Électricité. Mais il ne cesse jamais de s'intéresser à la psychologie, qui apparaît dans sa vie comme une vocation parallèle. Dès la fin des années 1920, et pendant les années 1930, il publie des articles sur différents sujets de psychologie, et ses deux premiers ouvrages de psychologie datent de 1938 et 1945.  
Dès son départ à la retraite en 1953, il se consacre plus complètement à cette discipline, en lisant, en écrivant, et en faisant des recherches personnelles en psychologie, particulièrement sur le rêve éveillé dirigé.  
Il meurt le 10 octobre 1966 et est inhumé au cimetière du Père-Lachaise (24e division).

## Découverte du rêve éveillé
En 1923, Robert Desoille est attiré par un opuscule intitulé Méthode de développement des fonctions supra-normales, d'Eugène Caslant, un polytechnicien qui s'intéresse à des expériences de montée et de descente dans l'imaginaire, et les relate dans cet ouvrage. Robert Desoille le rencontre peu de temps après cette lecture, et expérimente avec lui durant deux années.
C'est alors qu'il perçoit tout l'intérêt de cet onirisme à l'état de veille pour l'investigation psychologique et la résolution des conflits intrapsychiques, par la mise en mouvement de l'imaginaire. Le Surréalisme, mouvement artistique en plein essor en France dès la fin de la guerre, est très porteur et encourageant pour les recherches de Desoille. Il publie son premier ouvrage  Exploration de l'affectivité subconsciente par la méthode du rêve éveillé en 1938. La méthode du « Rêve Éveillé Dirigé » (RED) est née.
Dans son livre Théorie et pratique du rêve éveillé dirigé, il résume ainsi ses observations : « Le rêve éveillé, état intermédiaire et nuancé entre l'état de veille et l'état de sommeil, entre le "physiologique" et le "psychique" est, par essence, le reflet de ce réservoir inépuisable où le sujet a accumulé, depuis sa naissance, ses angoisses, ses craintes, ses désirs, ses expériences, lesquels demeurent, en tout état de cause et face au monde extérieur, les facteurs déterminants de son comportement. »
Ses positions théoriques ont varié au cours des années. N'adhérant pas à la notion stricte d'inconscient freudien, il s'inspire d'abord de Jung, puis s'oriente vers Pavlov pour un modèle physiologique du fonctionnement de l'imaginaire. 
Il est toujours resté attaché à deux points essentiels :
- la création de mouvements dans l'espace imaginaire :
- la recherche du changement par la sublimation.

En 1945, il publie Le rêve éveillé en psychothérapie. 
En 1960 il forme avec ses élèves un « Groupe de recherche sur le rêve éveillé dirigé ».

## La méthode
Le sujet allongé se met en état de relaxation et ferme les yeux pour créer un scénario imaginaire dont il est lui-même le héros principal (ou unique).
Le thérapeute intervient parfois pour faire préciser une partie de l'espace imaginaire ou une bifurcation possible du scénario.
Dans une autre phase du travail, il est proposé au sujet de rédiger un compte rendu écrit qui pourra servir de support à une séance en face à face pour explorer la signification du scénario. Bernard Auriol utilise une variante qui consiste à proposer la création d'une série de dessins (sorte de story board) en lieu et place du compte rendu écrit. De même peuvent être suggérées la production d'œuvres sculptées, installées ou picturales, en guise de compte rendu. Ces procédés développent l'aspect sublimatoire lié au rêve éveillé et à l'imagination active en général.
Chez l'enfant, le protocole est modifié en ce sens qu'il dessine, les yeux ouverts, assis à une table la BD du scénario qu'il imagine.

## Ouvrages

### Articles
- Remarques au sujet des expériences de M. le Prof. Cazzamalli. Revue Métapsychique, 1927, 3, 199-202.
- Contribution à l'étude des effets psychologiques du Peyotl. Revue Métapsychique, 1928, 1, 37-58.
- A propos de l'hypnotisme. Revue Métapsychique, 1930, 6, 502-506.
- Contribution à l'étude des effets psychologiques du Peyotl. Action et Pensée, 1931, N°7, Genève.
- Une méthode rationnelle pour l'exploration du subconscient. Action et Pensée, 1931, N° 4 à 10.
- De quelques conditions auxquelles il faut satisfaire pour réussir des expériences de télépathie provoquée. Revue Métapsychique, 1932, 6, 410-417.
- La méthode du rêve éveillé en psychothérapie. Action et Pensée, Genève, 1938, XIV, N° 1, 2 et 3.
- Que reste-t-il après plusieurs années d'une rééducation par la méthode du rêve éveillé ? Action et Pensée, Genève, 1939, XV, N° 3 et 4
- Caractère véritable et rôle de la suggestion dans le rêve éveillé. Action et Pensée, Genève, 1947, XXIII, N°3.
- Le rêve éveillé et la filmologie. Revue Internationale de Filmologie. PUF édit., Paris, 1947, N°2.
- A propos de l'utilisation du rêve éveillé dans un traitement dit psychanalytique. Action et Pensée. Genève, 1953, XXIX, N°4
- Réponse à M. Mauco sur l'utilisation du RED (Rêve Éveillé Dirigé) dans un traitement dit psychanalytique chez un adolescent. Action et Pensée, Genève, 1953.
- Introduction à une psychothérapie rationnelle. Archives hospitalières, Paris, 1955, N°6, pp.165-169.
- Liberté et direction dans le rêve éveillé. Action et Pensée, Genève, 1956, XXXII, N°1.
- Le rêve éveillé comme méthode d'exploration et de cure psychologique. Archives hospitalières, Paris, 1957, N°8.

### Livres
- Exploration de l'affectivité subconsciente par la méthode du rêve éveillé. Sublimations et acquisitions psychologiques. J.L.L. d'Artrey édit., Paris, 1938.

- Le rêve éveillé en psychothérapie. Essai sur la fonction de régulation de l'inconscient collectif. P.U.F. édit., Paris, 1945.
- Psychanalyse et rêve éveillé dirigé. Imprimerie Comte-Jacquet, Bar-le-Duc (Meuse), 1950
- Introduction à une psychothérapie rationnelle. L'Arche édit., Paris, 1955.

- Théorie et pratique du rêve éveillé dirigé, Mont Blanc édit., Genève, 1961.
- Marie-Clotilde, une psychothérapie par le rêve éveillé dirigé (présenté par Nicole Fabre), Ed. Payot, 1971.
- Entretiens sur le rêve éveillé dirigé en psychothérapie (présenté par Nicole Fabre), Ed. Payot, 1973.

#### Sur Robert Desoille
- Gaston Bachelard, L'Air et les songes, chap. IV, "Les travaux de Robert Desoille", José Corti, Paris, 1943.
- Jacques Natanson, « La découverte du rêve-éveillé en psychothérapie par Robert Desoille », Topique, L'Esprit du Temps, vol. 3, no 76,‎ 2001, p. 125-132 (lire en ligne)
- Dictionnaire international de la psychanalyse (dir. Alain de Mijolla), article de Jacques Launey: « Desoille, Robert », Paris, © Calmann-Lévy: 2002, © Hachette Littératures: 2005.
- Jean-Luc Pouliquen, chapitre « La préface de Robert Desoille » dans Gaston Bachelard ou le rêve des origines, L'Harmattan, collection Ouverture philosophique, Paris, 2007.

#### Sur le Rêve éveillé, ou sur le Rêve éveillé dirigé, ou RED
- Juliette Favez-Boutonier, Psychothérapie par le rêve éveillé. Encyclopédie médico-chirurgicale, Psychiatrie, Paris, 1955, T.III, N°37815.
- DELATTRE (J.), Psychothérapie psychanalytique de longueur restreinte. Essai sur l'emploi conjugué de la psychanalyse et du RED en thérapeutique. L’Évolution Psychiatrique, Toulouse, 1958, pp.757-773.
- BEVAND (R.), Traitement d'une phobie par le RED. Action et Pensée; Genève, 1961, XXXVII, N°1, pp.12-17.
- BENOIT (J.-C.), La méthode du RED de Desoille, in Entretiens psychiatriques. Privat édit., Toulouse, 1962, N°8.
- DUFOUR (R.), Rorschach et RED. Bulletin de la société française du Rorschach et des méthodes projectives. Paris, 1962, N°13-14, pp.59-66.
- CHAMBRON (H.), Contribution à l'étude du RED en psychothérapie. Thèse de médecine, Pellefigue impr., Toulouse 1963.

- J. Launay, J. Levine, G. Maurey, Le rêve éveillé dirigé et l'inconscient, Dessart et Mardaga, 1975

- Roger Dufour, Écouter le rêve, R. Laffont, 1978.
- George Maurey, Les cousins du rêve, Paris, ESF éditeur, 1992.

- David Guerdon, Le rêve éveillé, initiation pratique, Oniros, 1993.
- David Guerdon, Le rêve éveillé, clefs pour l'interprétation, Oniros, 1997.
- Marc-Alain Descamps, Le Rêve-Éveillé, Paris, Bernet-Danilo, coll. Essentialis, 1999.
- Nicole Fabre, Le rêve éveillé dirigé en psychothérapie, réédition revue et corrigée par Nicole Fabre des "entretiens", Eres, 2000.
- Elisabeth Mercier, Le Rêve-éveillé-dirigé revisité, L'Harmattan, 2001.
- Jacques Launay, « Rêve éveillé dirigé (R. Desoille) », in Alain de Mijolla (dir.}, Dictionnaire international de la psychanalyse, Calmann-Lévy, 2002.